# Gmina Orthel

Położenie Gminy Orthel w hrabstwie Hancock

Gmina Orthel (ang. Orthel Township) – gmina w USA, w stanie Iowa, w hrabstwie Hancock. Według danych z 2000 roku gmina miała 247 mieszkańców, a jej powierzchnia wynosi 92,82 km².